# Kraftwerk Feldkirchen
Das Kraftwerk Feldkirchen ist ein Laufwasserkraftwerk der österreichischen Verbund AG. Das Kraftwerk liegt am Inn bei Feldkirchen in der Gemeinde Rott am Inn.
Das Wasserkraftwerk wurde 1967 bis 1970 von den Innwerken erbaut. Deren Nachfolger E.ON Wasserkraft GmbH verkaufte das Kraftwerk 2009 an die österreichische Verbund AG.
Die Anlage besteht aus einem vierfeldrigen Wehr auf der Ostseite und dem Maschinenhaus mit drei Turbinen auf der Westseite. Am Westufer liegt die Schaltanlage zur Verbindung des Kraftwerks mit dem Stromnetz.